# Canthidium volxemi
Canthidium volxemi är en skalbaggsart som beskrevs av Preudhomme de Borre 1886. Canthidium volxemi ingår i släktet Canthidium och familjen bladhorningar. Inga underarter finns listade.